# 逢沢一夏
逢沢 一夏（あいざわ いちか、1994年7月5日 - ）は、日本の女優。富山県出身。株式会社アイズ所属。
以下の内容は特に記述がないものを除いてオフィシャルHP、オフィシャルブログに記載されたもの。

## レギュラー番組
- 「SMILEY DAYS」ソラトニワ原宿（毎週土曜日11：00～14：00）2017年4月1日開始

## 出演舞台
- 高橋いさを演出「交換王子」ツアコン役（2014年）
- 「100年の花」 両国・Air studio　B班　湯田役（2014年12月3日、12月5日 - 12月8日）
- 「LOVEどきゅ〜ん15(ichigo)」笹塚ファクトリー　きたじー役（2015年2月11日 - 2月15日）
- 「エルサボタージュ」全労済ホール／スペース・ゼロ　ミーア役（2015年7月4日 - 7月12日）
- 「震〜忘れない〜」シアターグリーンBOXinBOX THEATER（2016年1月20日 - 1月24日）
- 「すべての犬は、明日に向かって走ってく！」〜ais project 第1回公演〜 シアターグリーンBOXinBOX THEATER　囚人E-3号（ミツ）役（2018年4月12日 - 4月15日）

## テレビ番組
- 「痛快TV スカッとジャパン」フジテレビ （2015年10月19日、2016年4月11日、8月29日）
- 「ON 異常犯罪捜査官・藤堂比奈子」フジテレビ（2016年8月2日）
- 「テレビ東京 土曜ドラマ24 フリンジマン」テレビ東京（2017年12月2日）
- 「第44回 まるごと見せます！世界の教育コンテンツ〜「日本賞」2017〜」NHK-Eテレ（2017年12月31日）授賞式アテンドとして
- 「ビビット 人生シリーズ」再現ビデオ 瀬尾まなほ役として TBSテレビ（2018年3月12日）

## 配信番組
- 「CROW'S BLOOD」Hulu（2016年7月23日配信開始）5話、6話

## ラジオ番組
- 「めぐのHappy Go Lucky」ソラトニワ原宿（2017年1月26日）

## CM
- 佐鳴予備校CM「人生の主役たれ」大学研究員役

## その他
- ミュージックビデオ maria「ゲバ」
- ミュージックビデオ FADE LEAVES「夏の夜空」
- 高山美容専門学校　ヘアメイクモデル